# Frenching the Bully
Frenching the Bully is het debuutalbum van de Amerikaanse punkband The Gits. Het album werd uitgegeven op 25 november 1992 via het platenlabel C/Z Records op cd, lp en als cassette. Het werd heruitgegeven op 17 juni 2003 door het plateblabel Broken Rekids op cd en lp, ditmaal met bonustracks en nieuwe artwork. Laatstgenoemde versie werd nog een keer uitgegeven in 2007.

## Nummers
Tracks 1-9 en 11-13 van de heruitgave zijn oorspronkelijk verschenen op de eerste uitgave van het album. Track 10 komt van het album Enter: The Conquering Chicken (1994) en was reeds daarvoor in 1991 al verschenen op de single "Spear & Magic Helmet". Tracks 14-21 zijn live opgenomen tijdens een concert in het X-Ray Cafe. Track 22 komt van de single "Spear & Magic Helmet".
| Oorspronkelijke uitgave 1. "Absynthe" - 3:13 2. "Another Shot of Whiskey" - 2:43 3. "Insecurities" - 1:46 4. "Slaughter of Bruce" - 3:18 5. "Kings and Queens" - 2:00 6. "It All Dies Anyway" - 4:10 7. "While You're Twisting, I'm Still Breathing" - 2:38 8. "A" - 1:26 9. "Wingo Lamo" - 2:13 10. "Cut My Skin, It Makes Me Human" - 2:19 11. "Here's to Your Fuck" - 1:53 12. "Second Skin" - 2:51 | Heruitgave 1. "Absynthe" - 3:13 2. "Another Shot of Whiskey" - 2:41 3. "Insecurities" - 1:45 4. "Slaughter of Bruce" - 3:16 5. "Kings and Queens" - 1:59 6. "It All Dies Anyway" - 4:07 7. "While You're Twisting, I'm Still Breathing" - 2:37 8. "A" - 1:24 9. "Wingo Lamo" - 2:11 10. "Spear and Magic Helmet" - 2:37 11. "Cut My Skin, It Makes Me Human" - 2:16 | 1. "Here's to Your Fuck" - 1:52 2. "Second Skin" - 2:51 3. "While You're Twisting, I'm Still Breathing (Live)" - 2:38 4. "Insecurities (Live)" - 1:48 5. "Slaughter of Bruce (Live)" - 3:14 6. "Absynthe (Live)" - 3:04 7. "Another Shot of Whiskey (Live)" - 2:40 8. "Wingo Lamo (Live)" - 2:19 9. "Here's to Your Fuck (Live)" - 1:50 10. "Second Skin (Live)" - 3:13 11. "While You're Twisting, I'm Still Breathing (Single Version)" - 2:43 |

## Band
- Matt Dresdner - basgitaar
- Steve Moriarty - drums
- Joe Spleen - gitaar
- Mia Zapata - zang